# Municipio de Bryan (Carolina del Norte)
El municipio de Bryan (en inglés: Bryan Township) es un municipio ubicado en el  condado de Surry en el estado estadounidense de Carolina del Norte. En el año 2010 tenía una población de 2.747 habitantes.

## Geografía
El municipio de Bryan se encuentra ubicado en las coordenadas 36°23′3.48″N 80°52′43.26″O / 36.3843000, -80.8786833.